# Лионел Роайер
Лионел Роайер (на френски: Lionel Royer) е френски художник.

## Биография
Роден е в Шато дю Лоар, департамент Сарт на 25 декември 1852 г. Умира в Ньой сюр Сен на 30 юни 1926 г.

## Галерия
- Август на гроба на Александър (1878)
- Верцингеторикс се предава на Юлий Цезар (1899)
- Градината на музите
- Битка при Льо Ман, 10 януари 1871
- Наполеон при Ватерлоо